# NoコントNoライフ
『NoコントNoライフ』は、TBS系列で2009年1月1日（元日）に放送された特番、バラエティ番組。
タイトルは、ハリウッド映画の『NOセックス、NOライフ!』から引用。

## 概要
注目のお笑い芸人が東西チーム対抗を扮して、ネタを披露。

## 出演者
- バッファロー吾郎（MC）

### 審査員
- 上原美優
- 福田萌

### お笑い芸人
| 東軍 - オードリー - チョコレートプラネット - ナイツ - はんにゃ | 西軍 - ジャルジャル - 天竺鼠 - モンスターエンジン - 藤崎マーケット |

### ナレーター
- 三村ロンド
- 田子千尋

## 主なネタ
歴史コント
```
  東軍  はんにゃ 金田                        西軍  藤崎マーケット 藤原 田崎
        ナイツ 土屋                                ジャルジャル 福徳
        チョコレートプラネット 長田                モンスターエンジン 西森
        オードリー 若林                            天竺鼠 瀬下
```

しりとりコント
```
  東軍  はんにゃ 川島                        西軍  藤崎マーケット 田崎
        チョコレートプラネット 松尾                モンスターエンジン 大林
        オードリー 春日                            天竺鼠 川原
```

英語コント
```
  東軍  はんにゃ 川島                        西軍  藤崎マーケット 藤原
        ナイツ 塙                                  ジャルジャル 後藤
        オードリー 春日                            モンスターエンジン 大林
```

100個の○○コント
```
  東軍  はんにゃ 金田                        西軍  藤崎マーケット 藤原 田崎
        ナイツ 土屋                                ジャルジャル 後藤
        チョコレートプラネット 長田                天竺鼠 瀬下
        オードリー 若林
```

全員コント
```
  東軍  はんにゃ 金田 川島                   西軍  藤崎マーケット 藤原 田崎
        ナイツ 塙 土屋                             ジャルジャル 後藤 福徳
        チョコレートプラネット 長田 松尾           モンスターエンジン 西森 大林
        オードリー 春日 若林                       天竺鼠 川原 瀬下
```

## スタッフ
- 構成：森、稲見周平、柳しゅうへい、樅野太紀、玉置孝幸
- TM：金澤健一
- TD：阿部智昭
- カメラ：上田伸也、松本隆昭、南賢治
- VE：山本豊、竹若章
- VTR：後藤静香、吉原大雅、金子明通
- 音声：倉上宏之、松崎真澄、和久井良治
- 照明：佐藤友泰、岩岡正、鋤野雅彦
- 美術プロデューサー：西條貴子
- 美術デザイン：鈴木直人
- 美術制作：大木章子、杉浦仁
- 装置：森田正樹
- 操作：佐藤敦
- 建具：三田村賢
- 装飾：田中秀和
- 電飾：三浦晴明
- 衣裳：横尾毅
- 持道具：貞中照美
- 床山：細野一郎
- ヘアメイク：大岩乃里子
- 編集：木元雄大
- MA：中尾和博
- 音響効果：杉山典子（ZACK）
- CG：小倉光雅（PDトウキョウ）
- TK：伊藤佳加
- デスク：椿美希子
- 編成：山田康裕
- 宣伝：小林久幸
- 協力：ゾフィープロダクツ
- AD：大和田咲、中山真平、堀内直樹
- ディレクター：紺田啓介、松本真、藤原真美、石原直行、田上佳世
- 演出：横井雄一郎
- プロデューサー：岸田大輔、生沼教行、池宗温子
- チーフプロデューサー：合田隆信
- 制作協力：吉本興業
- 制作：TBSテレビ
- 製作著作：TBS